# 謝爾巴基 (博霍杜希夫區)
50°11′23″N 35°26′42″E / 50.18972°N 35.44500°E
什切爾巴基（烏克蘭語：Щербаки）是位於烏克蘭東部的村莊，由哈爾科夫州博霍杜希夫區的博霍杜希夫市鎮負責管轄。該村始建於1710年，面積0.79平方公里，海拔高度160米，2001年人口79，人口密度每平方公里100人。